# Coccinella repanda
Coccinella repanda är en skalbaggsart som beskrevs av Carl Peter Thunberg 1781. Coccinella repanda ingår i släktet Coccinella och familjen nyckelpigor. Inga underarter finns listade i Catalogue of Life.